# كأس إسكتلندا 1898–99
كأس اسكتلندا 1898–99 (بالإنجليزية: 1898–99 Scottish Cup)‏ هو موسم من كأس اسكتلندا. فاز فيه نادي سلتيك.